# Kuang-Si-Wasserfall
Kuang Si (andere Schreibweisen Kuang Xi oder Kouang Si), auch bekannt als Tat Kuang Si (laotisch ຕາດກວາງຊີ; Tat steht in Lao für Wasserfall), ist ein mehrstufiger Wasserfall in der Provinz Luang Prabang in Laos. Er liegt circa 30 km südwestlich der Stadt Luang Prabang im Naturschutzgebiet Tat Kuang Si Park und gehört zu den touristischen Hauptattraktionen der Region.
Der Hauptwasserfall stürzt ausgehend von seichten Pools ca. 60 Meter über Karstfelsen in die Tiefe. Im weiteren Verlauf haben sich durch das sehr kalkhaltige Wasser Sinterterrassen und türkisblaue Pools gebildet.
Im Park befindet sich seit dem Jahr 2003 das Tat Kuang Si Bear Rescue Centre des Free the Bears Fund, eine Auffangstation für den gefährdeten Kragenbären.

## Einzelnachweise

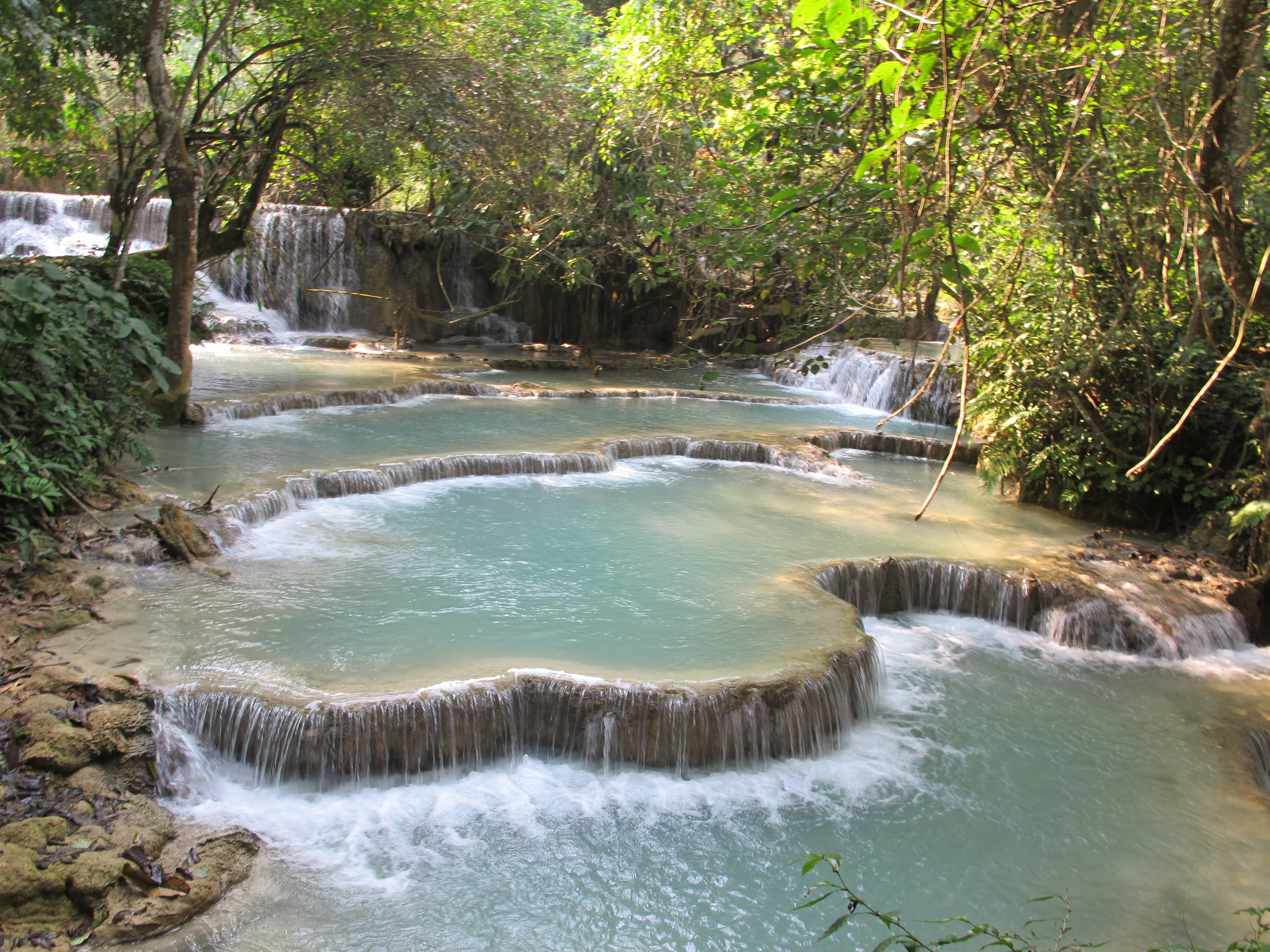
Pool